# Eritrichium uralense
Eritrichium uralense är en strävbladig växtart. Eritrichium uralense ingår i släktet Eritrichium och familjen strävbladiga växter.

## Underarter
Arten delas in i följande underarter:
- E. u. krascheninnikovii
- E. u. uralense